# Amtsgericht Sontra
Das Amtsgericht Sontra war ein von 1867 bis 1976, als Zweigstelle bis 2003, bestehendes Gericht der ordentlichen Gerichtsbarkeit mit Sitz in der nordhessischen Stadt Sontra.

## Geschichte
Mit Inkrafttreten des kurhessischen Organisations-Edikts am 1. Januar 1822 wurden Justiz und Verwaltung im Kurfürstentum Hessen getrennt. Dabei verlor das bisherige Amt Sontra seine administrativen Funktionen an den neu gebildeten Kreis Rotenburg und diente als Justizamt Sontra nur noch der Rechtsprechung. Der Bezirk dieses Justizamtes bestand aus der Stadt Sontra und den benachbarten Dörfern Berneburg, Breitau, Dens, Hornel, Königswald, Krauthausen, Lindenau, Mönchhosbach, Rautenhausen, Rockensüß, Ulfen, Weißenborn und Wölfterode. Am 1. Januar 1837 wurden noch die Orte Diemerode und Heyerode aus dem Bezirk des Justizamts Bischhausen eingegliedert, gleichzeitig wurde jedoch der Ort Dens an den Bezirk des Justizamts Nentershausen abgegeben. Nach der preußischen Annexion Kurhessens 1866 wurde die Gerichtsverfassung neu geordnet. An die Stelle der bis dahin bestehenden Justizämter traten Amtsgerichte in erster, Kreisgerichte in zweiter und ein Appellationsgericht in dritter Instanz. Dabei wurde aus dem bisherigen Justizamt Sontra das Amtsgericht Sontra im Bezirk des Kreisgerichts Rotenburg. Mit Einführung des Gerichtsverfassungsgesetz am 1. Oktober 1879 erfolgte der Wechsel in den Bezirk des neu errichteten Landgerichts Kassel, der Bezirk des Amtsgerichts Sontra änderte sich dagegen nicht.
Infolge der Aufhebung mehrerer Amtsgerichte am 30. September 1932 vergrößerte sich der Amtsgerichtsbezirk Sontra um die Gemeinden
- Eltmannsee, Hoheneiche, Mitterode, Stadthosbach, Thurnhosbach und Wichmannshausen aus dem Bezirk des vorherigen Amtsgerichts Bischhausen,
- Bauhaus, Blankenbach, Dens, Nentershausen und Weißenhasel aus dem Bezirk des vormaligen Amtsgerichts Nentershausen sowie um
- Archfeld, Breitzbach, Frauenborn, Herleshausen, Holzhausen, Markershausen, Nesselröden, Unhausen, Willershausen und Wommen aus dem Bezirk des ehemaligen Amtsgerichts Netra.[9]

Am 1. Januar 1933 wurden die Orte Bauhaus und Rautenhausen dem Amtsgericht Rotenburg an der Fulda und am 1. Oktober 1933 die Ortschaften Archfeld, Holzhausen, Markershausen und Willershausen dem Amtsgericht Eschwege zugewiesen. Zum 1. Juli 1957 wurde der Ort Hoheneiche an das Amtsgericht Eschwege abgetreten. Schließlich wurden im Zuge der Gebietsreform in Hessen die Gemeinde Herleshausen mit ihren Gemeindeteilen Breitzbach, Frauenborn, Nesselröden, Unhausen und Wommen am 1. Dezember 1971 sowie der nach Waldkappel eingemeindete Ort Eltmannsee mit Wirkung vom 1. Januar 1974 an das Amtsgericht Eschwege und die 1954 gebildete Gemeinde Cornberg mit den eingemeindeten Ortsteilen Rockensüß und Königswald nebst der Gemeinde Nentershausen mit ihren Ortsteilen Dens, Mönchhosbach und Weißenhasel zum 1. Juli 1973 an das Amtsgericht Rotenburg a. d. Fulda abgegeben. Mit Wirkung zum 1. Juni 1976 wurde das Amtsgericht Sontra als Vollgericht aufgehoben und in eine ausschließlich für die Stadt Sontra zuständige Zweigstelle des Amtsgerichts Eschwege umgewandelt. Am 1. November 2003 wurde dann auch diese Zweigstelle aufgelöst.

## Amtsgerichtsgebäude
Um 1830 wurde das Gerichtsgebäude mit Adresse Neues Tor 8 errichtet und dann von Justizamt bzw. Amtsgericht genutzt. Es handelt sich um ein dreigeschossiges kubisches Gebäude aus Hausteinen. die Fassade wird durch 5 Fenster je Geschoss streng gegliedert. Das Gebäude steht als Kulturdenkmal unter Denkmalschutz.